# Gravenallee
De Gravenallee in Almelo is de oprijlaan van huize Almelo.
Deze allee, waarlangs monumentale boerderijen met pachtgronden liggen, vormt een groene omgeving dicht bij het centrum van Almelo. De Gravenallee is verboden voor gemotoriseerd verkeer, met uitzondering van bestemmingsverkeer, en staat centraal in de oostelijke groene long van Almelo Parkstad. De gravenallee wordt alleen door de Van Rechteren Limpurgsingel doorkruist, die wordt afgesloten tijdens het bijzondere geval van een begrafenis vanuit huize Almelo. De allee eindigt bij De Pook en het Kanaal Almelo-Nordhorn.

## Zie ook

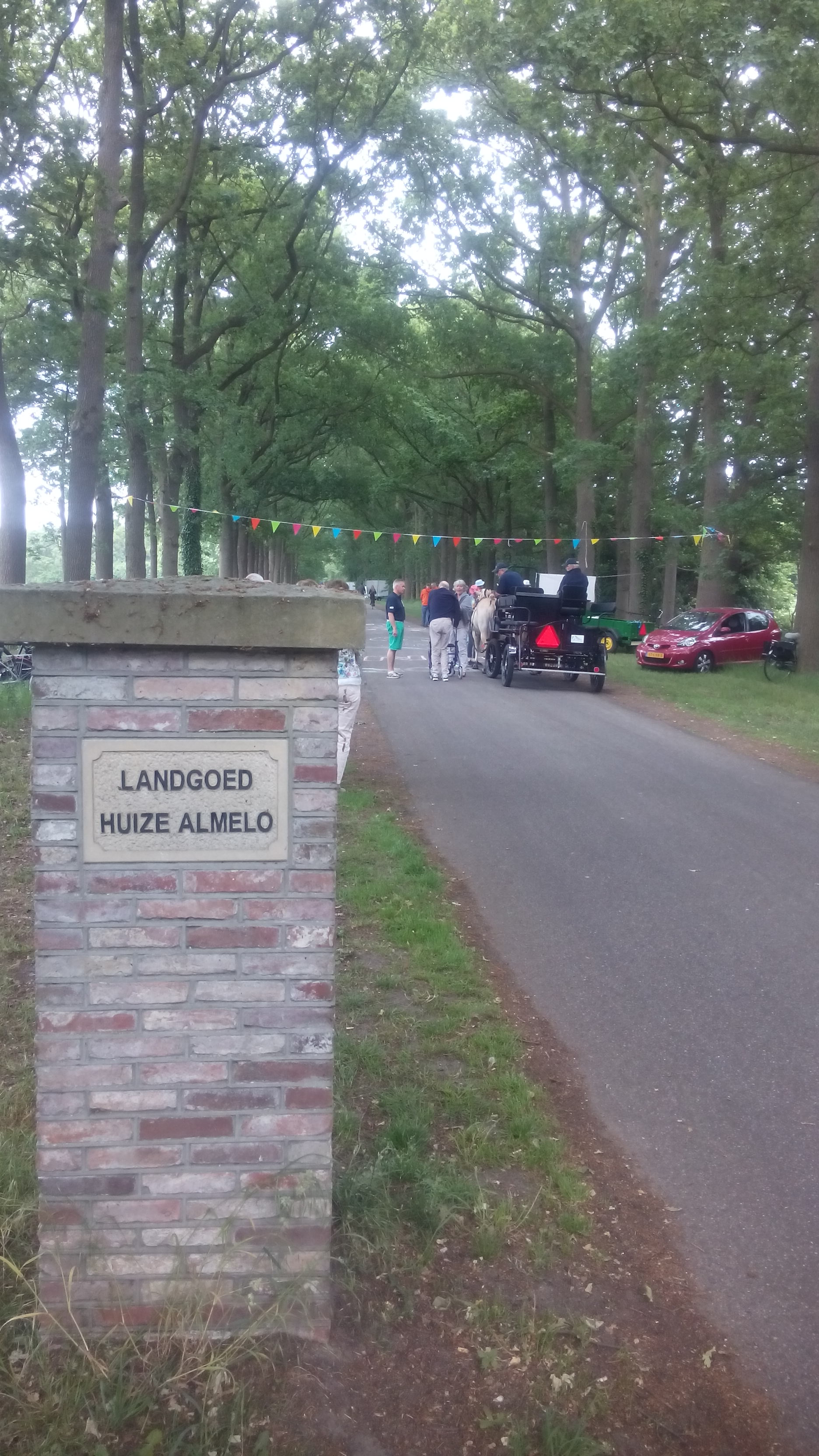
Gravenallee tijdens Roparun 2017
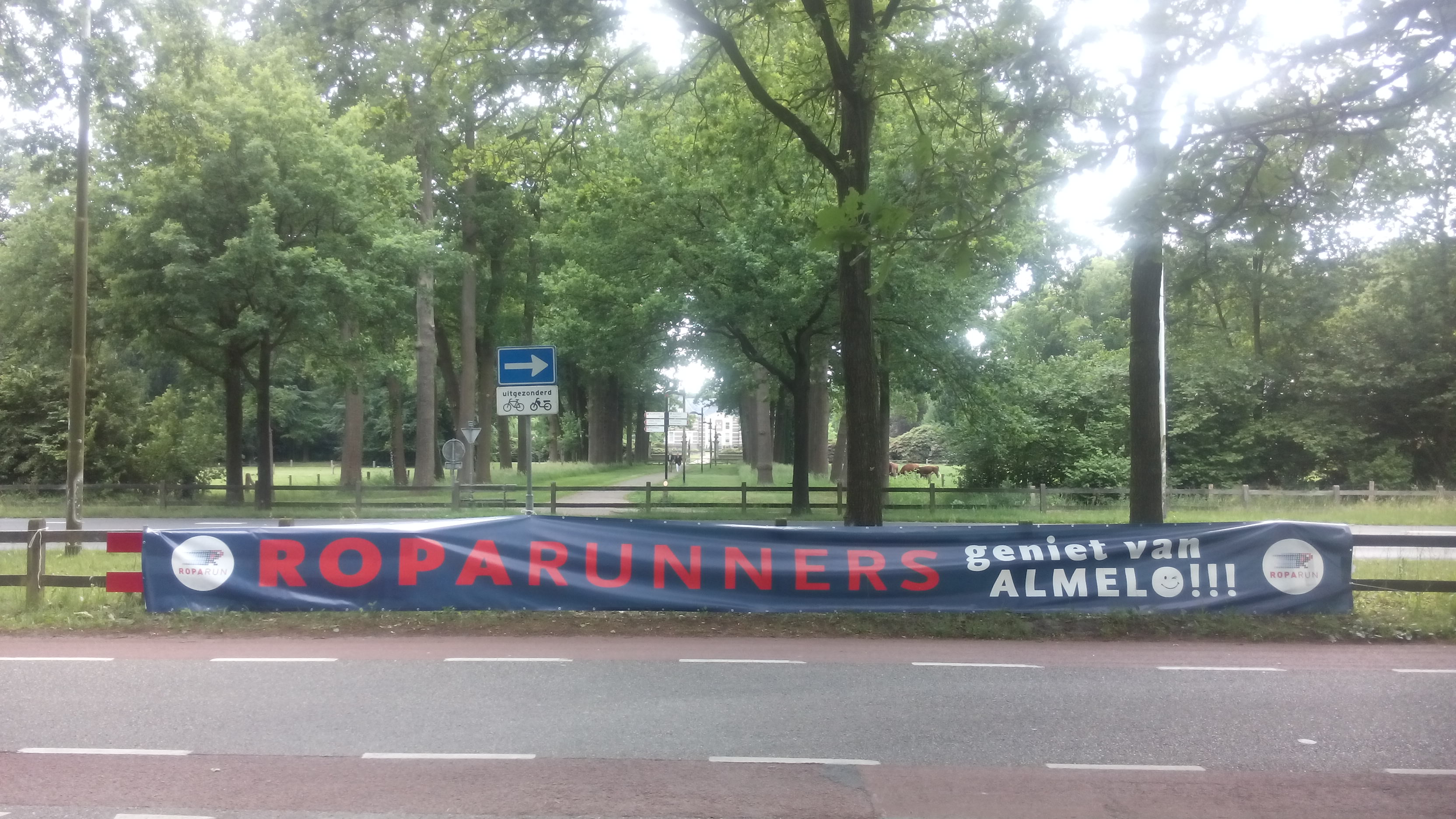
Roparun 2017 renners welkom geheten op de Gravenallee
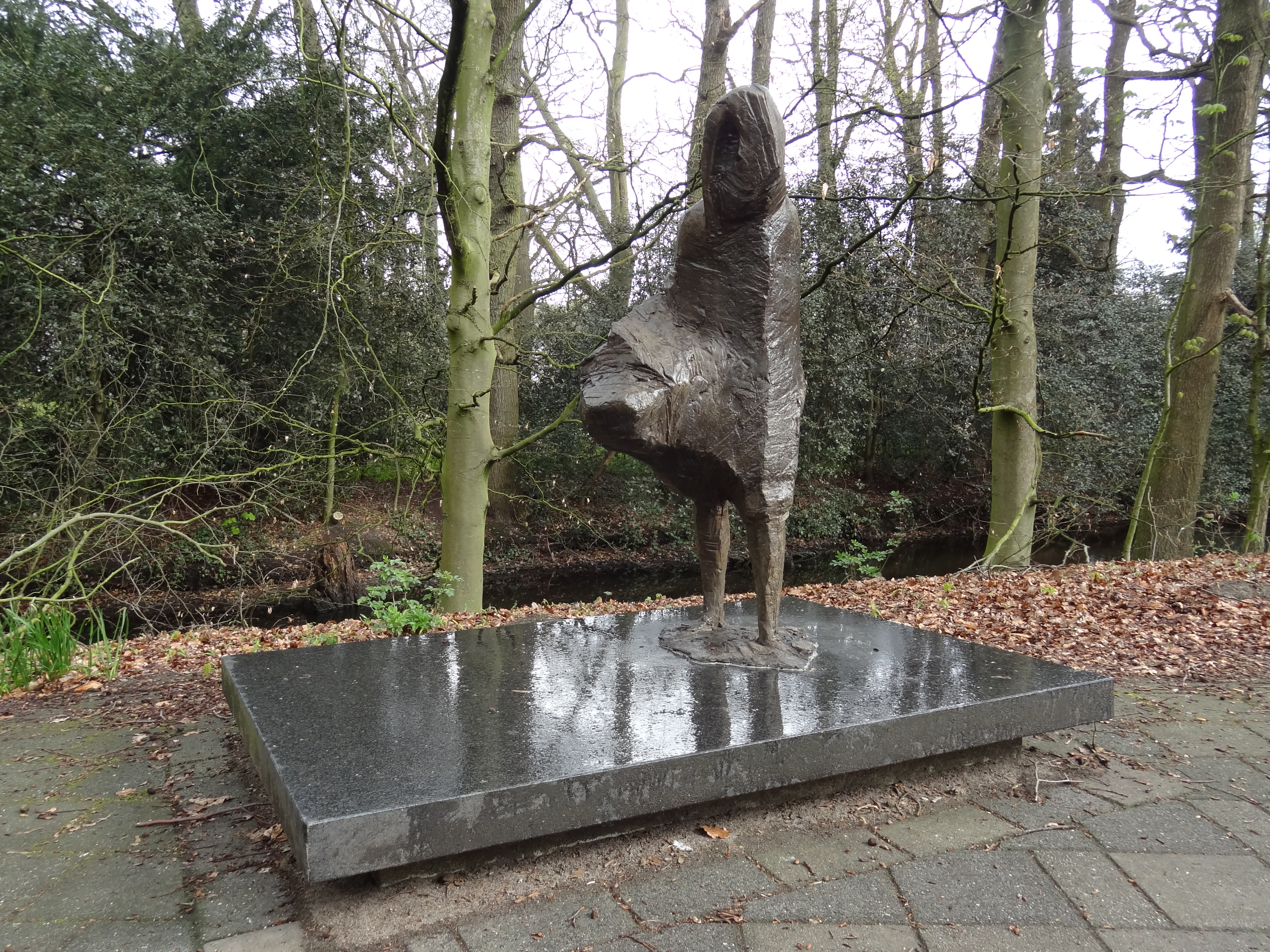
Sculptuur aan de Gravenallee
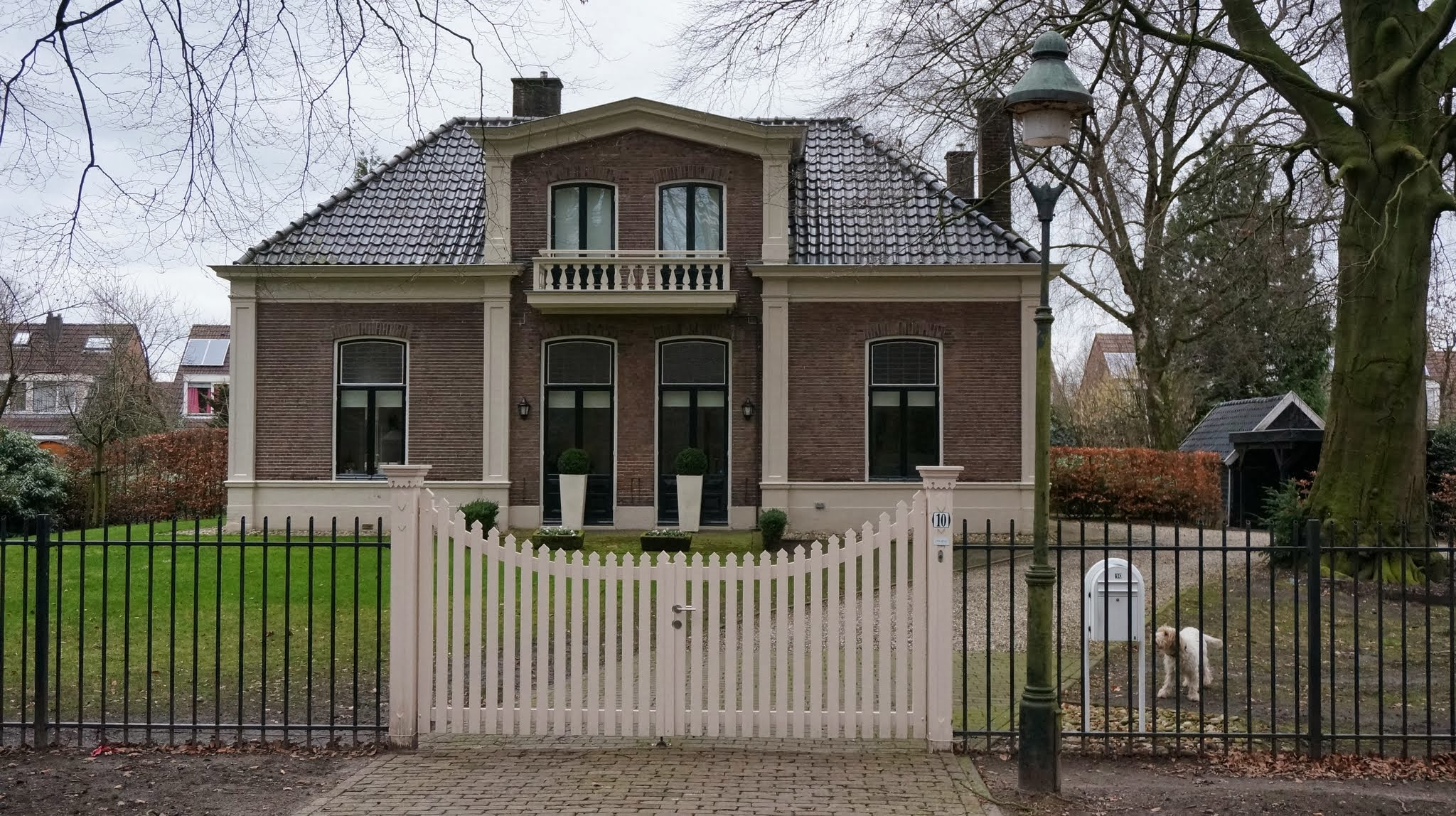
Gravenallee nr 10,
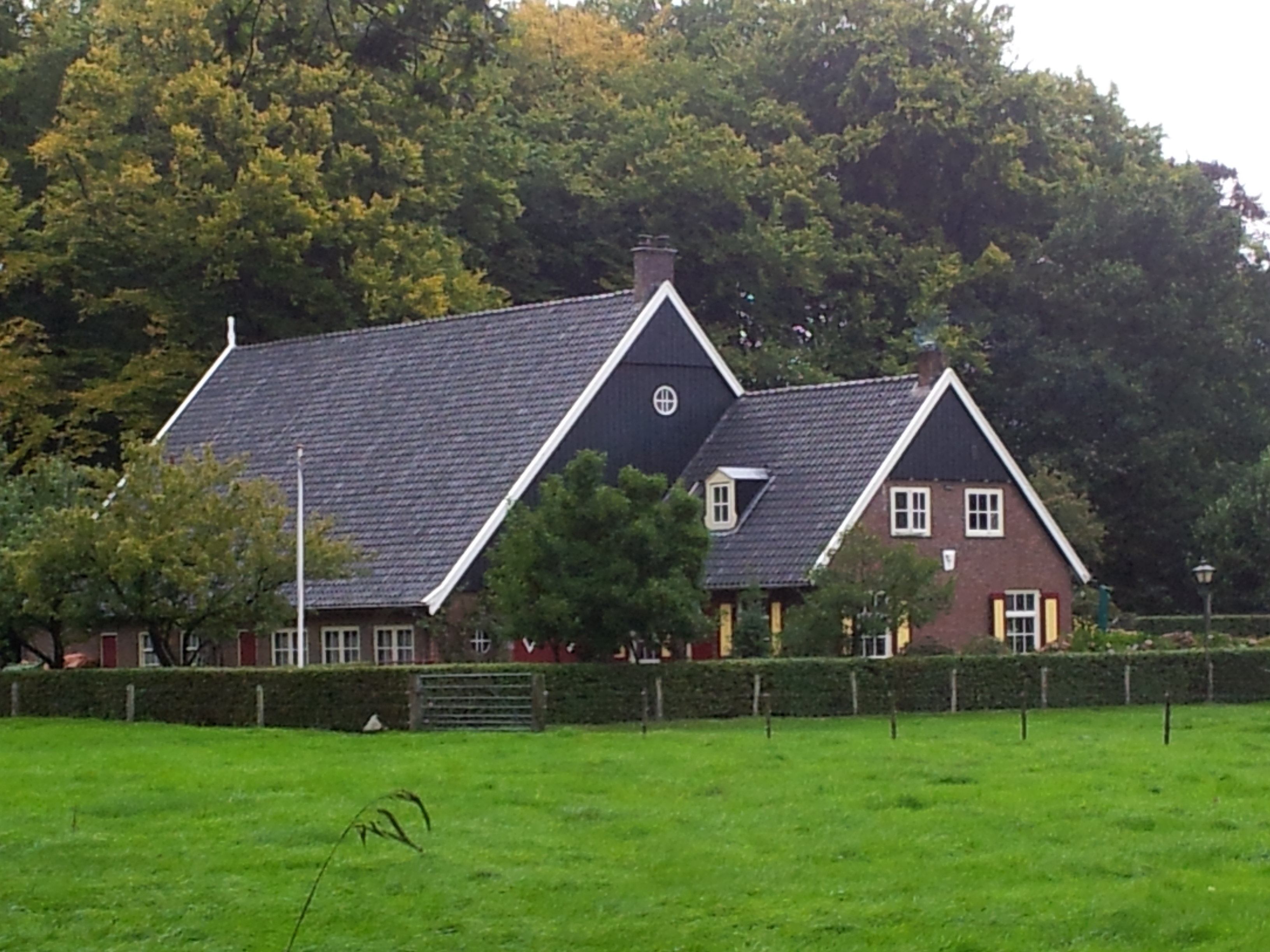
Gravenallee nr 14,
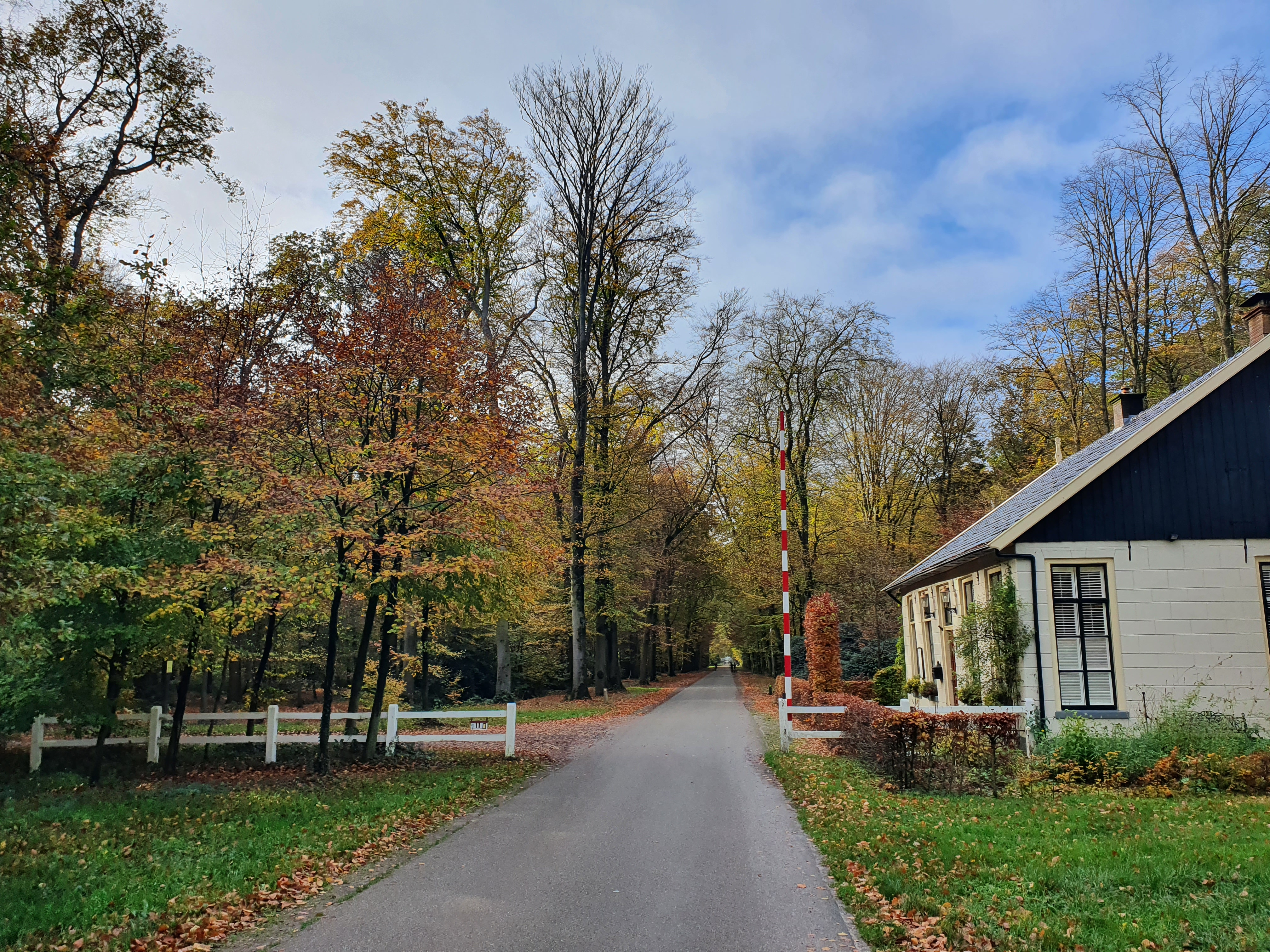
Gravenallee nr 18, voormalig tolhuis